# Cornel-Cristian Resmeriță
Cornel-Cristian Resmeriță (n. 26 ianuarie 1980, Lupeni, Hunedoara, România) este un deputat român, ales în 2012 din partea Partidului Social Democrat. 